# Liquidatie (financieel)

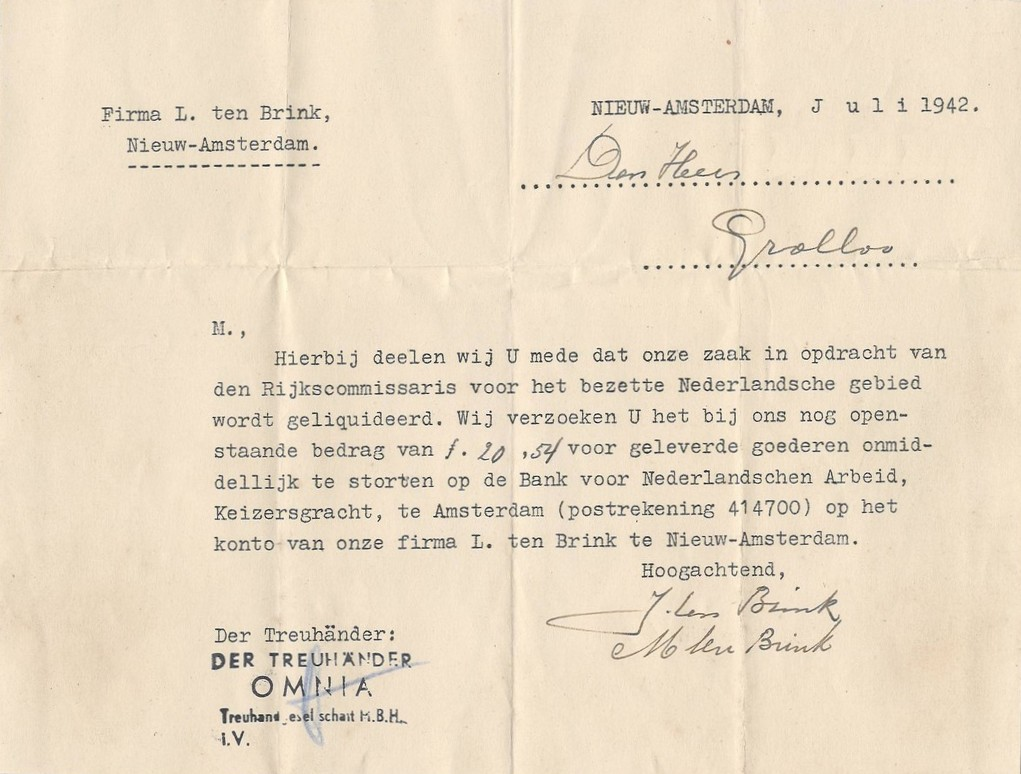
Brief van de Treuhand "OMNIA" in naam van de firma "L. ten Brink & Co".

Liquidatie is een juridische en bedrijfseconomische term voor de situatie waarbij vast vermogen en goederen te gelde moeten worden gemaakt om het geld volgens een bepaalde doel in te kunnen zetten, het liquideren of liquide maken. Als een rechtspersoon ontbonden wordt, al of niet in het kader van een faillissement, volgt een fase van vereffening. In die fase moet de rechtspersoon de woorden "in liquidatie" achter haar naam voeren, zodat ook buitenstaanders en wederpartijen weten dat deze rechtspersoon bezig is zichzelf op te heffen, en hier rekening mee kunnen houden. Als een gemeenschap van goederen ontbonden of verdeeld wordt, zoals een huwelijksgemeenschap of een nalatenschap met meerdere erfgenamen, en niet alle ondeelbare goederen aan een bepaalde deelgenoot kunnen worden toegedeeld, worden goederen te gelde gemaakt om daarna het geld onder de deelgenoten te verdelen.
Geld en bankrekeningen worden gezien als liquide middelen (vloeibare middelen), omdat men die gemakkelijk kan inzetten om bijvoorbeeld schulden af te betalen, een nieuw bedrijfsmiddel te kopen of dividend uit te keren. Hoe meer geld een onderneming heeft, of hoe gemakkelijker zij geld genereert, hoe meer liquide de onderneming is. Liquideren betekent hier dus het omzetten van activa in geld door ze te verkopen.
Soms is een onderneming onvoldoende liquide en is er een meer of minder dringende behoefte aan geld om aan financiële verplichtingen te voldoen. Al het geld kan bijvoorbeeld gebruikt zijn voor andere dingen, zoals de aanschaf van een pand, een privéopname of hypotheekverplichtingen. Het geld kan vastzitten in een bepaald project dat eerst voltooid moet worden. Leveranciers willen meestal zo snel mogelijk betaald worden, afhankelijk van de machtsverhoudingen kan een onderneming de verplichting verschuiven of de leverancier druk uitoefenen. Een onderneming die in betalingsnood komt zal er dan wellicht voor kiezen een actief te liquideren. Liquidatie om snel schulden af te betalen kan onvoordelig zijn als de markt er kennis van heeft dat de liquidatie onder grote druk plaatsvindt. Potentiële kopers zullen dan lagere prijzen bieden.
Als sprake is van een situatie waar op korte termijn goederen verkocht moeten worden, bijvoorbeeld bij surseance van betaling of faillissement, wordt over executie gesproken. De executiewaarde van de meeste goederen ligt veelal een stuk lager dan de werkelijke waarde omdat bekend is dat het om een noodsituatie gaat. Een onderneming in liquiditeitsproblemen heeft echter vaak geen keus, het te gelde maken van goederen kan echter ook binnen een normale bedrijfsstrategie passen.
Wanneer een bedrijf als geheel verkocht wordt, spreekt men van een verkoop of een overname. Dit is geen liquidatie, aangezien de onderneming zelf blijft bestaan.

## Liquidatie van een effectenpositie
Bij beleggen met geleend geld kan de effectenpositie geliquideerd worden, dat wil in dit geval zeggen gedwongen verkocht, als de waarde is gedaald en deze daardoor onvoldoende borg voor de schuld is geworden. Hetzelfde kan gebeuren zonder lenen, als de effectenpositie zelf een negatieve waarde kan krijgen, zoals bij futures en geschreven opties.